# Julia Cartwright Ady
Julia Mary Cartwright Ady (née Cartwright) (7 novembre 1851 – 28 Abril 1924) va ser una historiadora i crítica d'art anglesa especialitzada en el Renaixement italià.

## Primers anys de vida
Cartwright va néixer a Edgcote, Northamptonshire, en el si d'una família respectada, ja que el seu avi matern era Thomas Fremantle, el primer baró Cottesloe. Va rebre una educació anglicana liberal i va ser escolaritzada a casa, rebent formació d'art, literatura, idiomes, dansa i música.
Ben aviat va desenvolupar una fascinació per l'art, particularment pel Renaixement italià. El seu cosí, William Cornwallis Cartwright, era un col·leccionista d'art i seguidor del Risorgimento italià. Julia Mary Cartwright visitava regularment casa seva a Anyhoe Parc on va tenir el primer contacte amb els Vells Mestres. La col·lecció del seu cosí incloïa obres de Murillo, Canaletto, Spagnoletto i Albano. Cartwright llegia des de ben jove textos històrics italians, ficció contemporània i publicacions d'art britàniques de l'època. Admirava profundament la poesia de Robert Browning i la seva col·lecció Homes i Dones (1855), amb els poemes ‘Fra Filippo Lippi' i ‘Andrea del Sarto', inspirada per pintors del Renaixement italià, la va influenciar especialment. També va ser una àvida lectora de John Ruskin, George Eliot i d'escriptura i poesia italiana primerenques com la de Savonarola i Torquato Tasso.
Al 1868 va anar de viatge per França, Àustria i Itàlia amb la seva família.

## Publicacions i crítica d'art
Cartwright fou una autora respectada i una autoritat en l'art. Escrigué per a les publicacions més destacades d'art i va publicar 23 llibres d'art i d'història. Els seus llibres més reconeguts foren les biografies de la mecenes d'art renaixentista Isabella d'Este i de la seva germana petita Beatrice d'Este. Cartwritght va ressaltar el protagonisme de les dones en altres publicacions, com fou el cas de Dorothy Sidney (amant d'Edmund Waller), Enriqueta d'Anglaterra (duquesa d'Orléans i germana de Carles II d'Anglaterra i Escòcia) Baldassare Castiglione i Cristina de Dinamarca.
El 1871, Cartwright va escriure un article a Aunt Judy's Magazine, a la vegada que també ho feia a Monthly Packet i pera una sèrie de The Lives of the Saints. Va llegir treballs sobre l'art del Renaixement, incloent-ne d'Anna Jameson, John Ruskin, Charles Pany Eastlake, Walter Pater i, particularment, la New History of Painting in Italy, de Joseph Archer Crowe i Giovanni Battista Cavalcaselle. Dos anys més tard, va enviar un article sobre Giotto a la revista Macmillan que fou inicialment rebutjat; però que finalment aparegué al New Quarterly, el 1877. Cartwright va continuar escrivint crítiques d'art per a publicacions com The Portfolio i Magazine of Art.
Va visitar Itàlia com a mínim tres vegades durant la dècada dels 1870. En una d'aquestes visites va conèixer el reverend William Henry Ady, a qui va convèncer perquè acceptés el càrrec de rector a Edgcote i amb qui es va casar al 1880. El 1894, va conèixer Bernard Berenson i, el 1897, va viatjar per Siena amb la seva futura esposa, Mary Costelloe, sota el guiatge d'Herbert Horne.
Al 1881, Cartwright, aleshores coneguda com a Mrs Henry Ady, va publicar la seva primera monografia d'història d'art, Mantegna and Francia i, ja al segle xx, escrigué sobre Sandro Botticcelli i Raphael.
El 1901, va publicar The Painters of Florence from the Thirteenth to the Sixteenth Centuries i, el 1914, The Italian Gardens of the Renaissance and other Studies.
L'interès inicial de Cartwright Ady per l'art renaixentista es va expandir i també va contribuir a la historiografia sobre el segle xix amb obres destacades sobre la vida de Jean-François Millet i escrits sobre James Mallord William Turner, Edwin Landseer, James Abbot McNeil Whistler i els prerafaelitistes Dante Gabriel Rossetti i Edward Burne-Jones.
Malgrat ser receptiva a certes formes d'art modern, va quedar sorpresa per l'exposició postimpressionista organitzada per Roger Fry a les Galeries Grafton de Londres. La seva crítica d'art estava influenciada per Walter Pater i el coneixement de Giovanni Morelli, així com per la seva amistat amb l'escriptor i autor d'art Vernon Lee.

## Vida personal
Després de la mort del seu marit al 1915, Cartwright Ady es va traslladar a Oxford, on va morir el 1924. La seva filla, Cecilia Mary Ady (1881–1958) també fou historiadora del Renaixement italià.

## Publicacions
- Mantegna and Francia. Londres: Sampson Low & Co., 1881.
- The Pilgrims' Way from Winchester to Canterbury ... With forty-six illustrations by A. Quinton. Londres: J. S. Virtue & Co., 1893.
- Sacharissa; some account of Dorothy Sidney, Countess of Sunderland, her family and friends, 1617-1684. Londres: Seeley & Co., 1893.
- Jules Bastien-Lepage. Londres: Seeley and Co., Limited; Nova York: Macmillan and Co., 1894.
- Madame. A life of Henrietta, daughter of Charles I. and Duchess of Orleans. Londres: Seeley & Co., 1894.
- Sir Edward Burne-Jones, Bart. His life & work. Londres: J. S. Virtue & Co., 1894.
- The Early Work of Raphael. Londres: Seeley and Co., Limited; Nova York: Macmillan and Co., 1895.
- Raphael in Rome. Londres: Seeley and Co., Limited; Nova York: Macmillan and Co., 1895.
- G. F. Watts, Royal Academician. His life & work. Londres: J. S. Virtue & Co., 1896.
- Jean François Millet. His life and letters. Londres: S. Sonnenschein & Co., 1896.
- Christ & His Mother in Italian Art. Editat per J. Cartwright ... Amb una introducció de Robert Eyton. L.P., Londres: Bliss, Sands & Co., 1897.
- Beatrice d'Este, Duchess of Milan, 1475-1497. A study of the Renaissance. Londres: J. M. Dent & Co., 1899.
- The Painters of Florence from the thirteenth to the sixteenth century. Londres: John Murray, 1901.
- Isabella d'Este, Marchioness of Mantua, 1474-1539; a study of the Renaissance. Londres: John Murray, 1903.
- The Life and Art of Sandro Botticelli. Londres: Duckworth & Co., 1904.
- Raphael. Londres: Duckworth & Co.; Nova York: E. P. Dutton & co., 1905.
- Baldassare Castiglione the perfect courtier, his life and letters, 1478-1529. Londres: John Murray, 1908.
- Hampton Court. Londres: Wells Gardner & Co., 1910.
- Christina of Denmark, Duchess of Milan and Lorraine, 1522-1590. Londres: John Murray, 1913.
- Italian Gardens of the Renaissance, and Other Studies. Londres: Smith, Elder & Co., 1914.